# Radovin
Radovin falu Horvátországban Zára megyében. Közigazgatásilag Ražanachoz tartozik.

## Fekvése
Zára központjától légvonalban 17 km-re, közúton 20 km-re északkeletre, községközpontjától légvonalban 6, közúton 10 km-re délkeletre, Dalmácia északi részén, egy Krnezától Slivnicéig terjedő kaszálón fekszik. Határa bővelkedik szép mezőkben és folyóvizekben. Több településrészből áll, melyek a termékeny mezők mentén fekszenek.

## Története
Területén már az ókorban laktak emberek. Az 1963-tól végzett feltárások során a közelében fekvő Beretinova glavicán Beretin liburn erődített település maradványait (védőfalakat, kőházak alapjait stb.) ásták ki. A falu területe a római korban is lakott volt, melyről az itt talált nagy mennyiségű cseréptöredék és más lelet tanúskodik. A középkorban Radovin stratégiailag fontos őrhely, ahonnan a széles zárai és nini térséget jól lehetett ellenőrizni, olyannyira hogy sem Islam, sem Poličnik, sem Nadin, sem Zemumik felől nem lehet észrevétlenül áthaladni rajta. Erről a stratégiai fontosságról tanúskodnak a Beretinova glavicán található igen korai időkből származó várromok. A tőlük nyugatra, a tengerpart felé fekvő falu a zárai Ljubavac család uralma alatt állt. A vár a 12. század elejétől a Magyar Királyság, majd a 15. század elejétől a Velencei Köztársaság része volt. A török korban a várnak már nem volt jelentős szerepe, a török veszély közeledtére a közeli Ljubačhoz hasonlóan a velenceiek valószínűleg lerombolták, mivel védelmét nem tudták biztosítani. A 18. század elején egyházilag Ninhez tartozó káplán látta el falu szolgálatát. A 18. század végén Napóleon megszüntette a Velencei Köztársaságot. 1797 és 1805 között Habsburg uralom alá került, majd az egész Dalmáciával együtt az Első Francia Császárság része lett. 1815-ben a bécsi kongresszus újra Ausztriának adta, amely a Dalmát Királyság részeként Zárából igazgatta 1918-ig. 1857-ben 266, 1910-ben 301 lakosa volt. Ezt követően előbb a Szerb-Horvát-Szlovén Királyság, majd Jugoszlávia része lett. 1993-tól az újraalapított Ražanac községhez tartozik. 2011-ben 549 lakosa volt. Lakói hagyományosan mezőgazdasággal, állattartással foglalkoztak. 2003-ban megjelent a település monográfiája, melyet plébánosa Ivan Kevrić szerkesztett. A mű a falu és a plébánia történetén kívül, néprajzát, oktatástörténetét, eseményeit is feldolgozza.

## Lakosság
| Lakosság változása | Lakosság változása | Lakosság változása | Lakosság változása | Lakosság változása | Lakosság változása | Lakosság változása | Lakosság változása | Lakosság változása | Lakosság változása | Lakosság változása | Lakosság változása | Lakosság változása | Lakosság változása | Lakosság változása | Lakosság változása |
| ------------------ | ------------------ | ------------------ | ------------------ | ------------------ | ------------------ | ------------------ | ------------------ | ------------------ | ------------------ | ------------------ | ------------------ | ------------------ | ------------------ | ------------------ | ------------------ |
| 1857               | 1869               | 1880               | 1890               | 1900               | 1910               | 1921               | 1931               | 1948               | 1953               | 1961               | 1971               | 1981               | 1991               | 2001               | 2011               |
| 266                | 261                | 295                | 308                | 298                | 301                | 400                | 429                | 502                | 583                | 662                | 666                | 648                | 724                | 561                | 549                |

## Nevezetességei
- Ókori eredetű vár romjai a Beretinova glavica nevű magaslaton.
- A Gyógyító Boldogasszony tiszteletére szentelt plébániatemploma 1687-ben épült, 1966-ban meghosszabbították és megújították. Ekkor épült új harangtornya is, melyben két harang található. 1996-ban a templomot, 2001-ben pedig a harangtornyot újították fel. A templom egyhajós épület sekrestyével, főoltárán Szűz Mária szobrával. Közelében áll a plébániaház szép kőhomlokzattal, de belül rozoga állapotban.[2]
- Szent Péter apostol tiszteletére szentelt kápolnája a Beretinova glavica közelében a temetőben áll. A 12–13. századból származik, melyről fennmaradt építészeti jegyei tanúskodnak. A török időkben lerombolták, de 1911-ben újjáépítették. 1918-ban egy tűzvészben teljesen kiégett. 1939-ben újjáépítették, 1999-ben megújították.[2]